# Yaktak
Yaktak, pseudonimo di Jaroslav Mykolajovyč Karpuk (in ucraino Ярослав Миколайович Карпук?; Stara Vyživka, 4 maggio 2005), è un cantante ucraino.

## Biografia
Yaktak, che si è avvicinato al mondo musicale sin da piccolo, ha partecipato come concorrente a Holos. Dity, dove si è classificato 2º. Ha lanciato la propria attività musicale a partire dal febbraio 2022, pubblicando una serie di singoli e collaborazioni stand-alone. Tra questi, figurano V pustij kimnati, primo ingresso del cantante in hit parade, e Pohljad, prima top ten dell'interprete. Čekaje vdoma, invece, è stato il suo primo singolo a raggiungere il podio nazionale.
Nell'aprile 2023 è uscita Porička, tormentone estivo in collaborazione con Kola, nonché la sua prima numero uno in classifica. Anche Unoči ha riscosso successo, finendo al 2º posto. Yaktak è stato il secondo solista maschile di maggior successo in termini di passaggi radiofonici in territorio ucraino durante l'anno, con oltre 900 000 dati rilevati dalla Tophit. È stato anche impegnato con una tournée nel continente europeo.
L'anno successivo ha cercato di rappresentare l'Ucraina all'Eurovision Song Contest con l'inedito LaLaLa, prendendo parte a Vidbir, dove è arrivato 4º con sedici punti. Sempre nel febbraio 2024 ha reso disponibile per il consumo il suo album in studio d'esordio, dal titolo Pid hitaru; l'LP è stato anticipato dagli estratti Unoči, Poruč e Bat'kam. L'artista è stato in seguito in lizza per tre riconoscimenti agli YUNA, tra cui quello al miglior artista maschile. È stato candidato nell'ultima categoria per una seconda edizione consecutiva ed è risultato il secondo uomo più popolare a livello radiofonico per un secondo anno di fila.
Dopo aver ricevuto il permesso di poter viaggare anche al di fuori dell'Ucraina durante l'invasione russa, Yaktak ha avviato un tour musicale benefico da oltre venti date in Europa tra aprile e maggio 2025.

## Discografia

### Album in studio
- 2024 – Pid hitaru

### Singoli
- 2022 – Povistka
- 2022 – Peremože dobro
- 2022 – Probač
- 2022 – Bilja topoli
- 2022 – V pustij kimnati (con Jerry Heil)
- 2022 – Bat'ku
- 2022 – Vrodliva
- 2022 – Pohljad (feat. Sobol')
- 2022 – Ne movčy
- 2022 – V kožnij rodyni
- 2022 – Ne šukaj (con Golubenko)
- 2022 – Čekaje vdoma (feat. Dovi)
- 2023 – Koly bolyt' duša
- 2023 – Cholodna vesna (con Golubenko)
- 2023 – Ne zabuvaj
- 2023 – Striljaj
- 2023 – Porička (con Kola)
- 2023 – Perekotypole (con Dovi)
- 2023 – Syluet
- 2023 – Vstavaj
- 2023 – Unoči
- 2023 – Nikoly ne zabudem
- 2023 – Poruč
- 2023 – Tancjuješ sama (con Golubenko)
- 2023 – Bat'kam
- 2023 – Popelom
- 2024 – LaLaLa
- 2024 – 10 poverchiv
- 2024 – Nebo (con Ckaya)
- 2024 – Pro tebe meni (con Golubenko)
- 2024 – My jdemo
- 2024 – Liliï
- 2024 – Endorfin
- 2024 – Na ničnomu nebi (con Svjatoslav Vakarčuk)
- 2024 – Tycho plakala (con Nichka)
- 2025 – Rozhanjajemos'
- 2025 – A my jak dity
- 2025 – Ljudy
- 2025 – Ciluju malynovi
- 2025 – Ne pytaj mene